# Lissochlora nortia
Lissochlora nortia är en fjärilsart som beskrevs av Druce 1892. Lissochlora nortia ingår i släktet Lissochlora och familjen mätare. Inga underarter finns listade i Catalogue of Life.